# Auchenionchus variolosus
Auchenionchus variolosus е вид бодлоперка от семейство Labrisomidae. Видът не е застрашен от изчезване.

## Разпространение
Разпространен е в Чили.

## Описание
На дължина достигат до 18 cm.